# Carlos Manarelli
Carlos Alexandre Manarelli, né le 13 février 1989 à Paraná, est un coureur cycliste brésilien.

## Palmarès

### Par année
- 2006[1]
  - Vuelta Ciclista de la Juventud
  - Homenaje Ruben Ifran
- 2007
  - Homenaje Ruben Ifran
- 2008
  - Trofeo Industria Commercio Artigianato di Vigonza
- 2009
  - Grand Prix Industrie del Marmo
- 2010
  - Mémorial Pigoni Coli
  - 2e étape du Tour du Frioul-Vénétie julienne
  - 2e du Tour du Frioul-Vénétie julienne
- 2011
  -  Champion du Brésil sur route espoirs
  -  Champion du Brésil du contre-la-montre espoirs
  - GP Camon
  - Copa Independencia de la República Argentina
  - 2e du championnat du Brésil du contre-la-montre
- 2012
  - Circuito Boa Vista
  - 2e du Trofeo Papà Cervi
- 2013
  - Circuito Boa Vista
- 2014
  - Tour du Paraná :
    - Classement général
    - 2e et 3e étapes
- 2015
  - Copa América de Ciclismo
  - 3e du Tour du Paraná
- 2021
  - Taça Toledo
- 2023
  - 1re étape de la Copa Hans Fischer
- 2024
  - Copa Hans Fischer :
    - Classement général
    - 2e étape

### Classements mondiaux
| Année            | 2009 | 2010 | 2011   | 2012 | 2013 | 2014 | 2015 |
| ---------------- | ---- | ---- | ------ | ---- | ---- | ---- | ---- |
| UCI America Tour |      |      | 209e   | 306e |      | 17e  | 38e  |
| UCI Europe Tour  | 411e | 254e | 1 030e | 457e |      |      |      |